# Konofer
Koordinaten: 58° 48′ 14,7″ N, 24° 23′ 39,7″ O
Konofer (estnisch Konuvere) ist ein ehemaliges Rittergut in Estland.

## Lage
Historisch gehörte das Gut zum Kirchspiel Vigala (deutsch: Fickel) im Kreis Läänemaa. Nach einer Gebietsreform zählt es nun zur Gemeinde Märjamaa in Raplamaa.

## Geschichte
Erstmals urkundlich erwähnt wurde der Besitz im Jahr 1563. Von 1750 bis 1919 war es mit einer kurzen Unterbrechung im Besitz der Familie derer von Rennenkampff. Es besaß 1.088 Hektar Hofland, 560 Hektar Bauernland und hatte den damaligen steuerlichen Wert von 8 Haken. Auf diesem Gut kam laut Taufschein, ausgestellt am 6. März 1865, der kaiserlich russische General der Kavallerie Paul Georg Edler von Rennenkampff zur Welt.

## Bau
Das Gebäude wurde 1810 errichtet und ist im klassizistischen Stil gehalten. Nach einer Brandstiftung 1905 wurde es mit kleinen Veränderungen wieder aufgebaut.